# قرار مجلس الأمن التابع للأمم المتحدة رقم 937
قرار مجلس الأمن التابع للأمم المتحدة رقم 937، المعتمد في 21 يوليو 1994، وبعد إعادة تأكيد القرارات 849 (1993) و858 (1993) و876 (1993) و876 (1993) و881 (1993) و896 (1994) و901 (1994) و906 (1994) و934 (1994)، وسع المجلس نطاق بعثة مراقبي الأمم المتحدة في جورجيا ليشمل التعاون مع رابطة الدول المستقلة ومدد ولايتها حتى 13 يناير 1995.
وأكد المجلس من جديد السلامة الإقليمية لجورجيا وسيادتها وحق جميع اللاجئين والمشردين في العودة إلى ديارهم. ورحبت أيضا بالاتفاق المتعلق بوقف إطلاق النار والفصل بين القوات الموقع بين الجانبين الأبخازي والجورجي في موسكو، وروسيا، واعترفت بالاتفاقات الأخرى. ومن الأهمية بمكان أن تستمر المفاوضات من أجل التوصل إلى تسوية سياسية يقبلها الطرفان كلاهما. يتوقف نشر قوة حفظ السلام التابعة لرابطة الدول المستقلة على موافقة الأطراف. وجرى حث الطرفين أيضا على كفالة حرية الحركة الكاملة لقوة حفظ السلام التابعة لرابطة الدول المستقلة وبعثة مراقبي الأمم المتحدة في جورجيا.
وتم حث الأطراف على تسريع المفاوضات لإيجاد تسوية سياسية تحت رعاية الامم المتحدة بمشاركة من روسيا وممثلين عن منظمة الأمن والتعاون في أوروبا. وقد سمح للأمين العام بطرس بطرس غالي بتعزيز بعثة مراقبي الأمم المتحدة في جورجيا بواسطة 136 مراقبا عسكريا، ووسع نطاق ولايتها لتشمل ما يلي:
(أ) رصد تنفيذ الاتفاق المتعلق بوقف إطلاق النار والفصل بين القوات؛
(ب) مراقبة قوة حفظ السلام التابعة لرابطة الدول المستقلة؛
(ج) كفالة بقاء القوات والأسلحة الثقيلة خارج المنطقة الأمنية؛
(د) رصد تخزين الأسلحة الثقيلة؛
(هـ) رصد انسحاب القوات الجورجية من وادي كودوري؛
(و) تسيير دوريات في وادي كودوري؛
(ز) التحقيق في انتهاكات الاتفاقات؛
(ح) تقديم تقارير عن تنفيذ الاتفاق والانتهاكات وغيرها من التطورات؛
(ط) الحفاظ على الاتصال مع كلا الطرفين، والتعاون مع رابطة الدول المستقلة ومع وجودها، بما يكفل العودة الآمنة للمشردين.
وطلب إلى الأمين العام كذلك إنشاء صندوق لدعم تنفيذ الاتفاقات والجهود الإنسانية، بما في ذلك إزالة الألغام. وفي غضون ثلاثة أشهر، طلب منه أن يقدم تقريرا إلى المجلس عن التطورات في هذا الوضع.
واعتمد القرار 937 بأغلبية 14 صوتا مقابل لا شيء؛ وكانت رواندا غائبة.

## وصلات خارجية
- نص القرار في undocs.org